# Буэнос-Айресский парк (Ереван)
Буэнос-Айресский парк (арм. Բուենոս Այրեսի այգի) — общественный парк площадью 4 га в ереванском районе Ачапняк. Он расположен в северо-восточном углу перекрёстка улиц Маргаряна и Алабяна, недалеко от Армянского республиканского медицинского центра, на правом берегу реки Раздан.
Парк имеет полукруглый центральный бассейн с фонтанами и площадью водной глади 3000 м3. Кроме этого, там есть открытые и закрытые беседки, 3 игровых аттракциона, а также покрытие бесплатным интернетом по технологии Wi-Fi. В парке также есть небольшое пространство для проведения спортивных соревнований на открытом воздухе. Он является местом регулярных тренировок спортивной организации Street Workout Armenia.

## История
Заброшенный парк возле Республиканского медицинского центра был реконструирован летом 2012 года и назван в честь города Буэнос-Айреса, который с 2000 года является побратимом с Ереваном. Он был официально открыт 30 октября 2012 года.